# Curt Sylvén
Gustaf Curt Sylvén, född den 3 augusti 1906 i Torshälla landsförsamling, Södermanlands län, död den 21 juni 1975 i Paris, bosatt i Mariefred, var en svensk militär. Han var svåger till Jarl Prom och far till Christer Sylvén.
Sylvén avlade studentexamen i Stockholm 1926 och blev reservofficer 1929. Han genomgick agronomkurs vid Ultuna lantbruksinstitut 1930–1931 och var driftsledare och verkställande direktör inom jordbruks- och fastighetsbolag 1931–1944. Sylvén blev officer 1940 och var lärare i förvaltningstjänst vid Krigsskolan 1941, regementsintendent vid Göta livgarde 1943-1944, lärare och avdelningschef Arméns underofficersskola 1944–1947, intendent vid norska befälsskolan i Sverige 1946 och regementsintendent vid Upplands regemente 1947–1952. Han befordrades till major vid Intendenturkåren 1952, på reservstat 1953, och till överstelöjtnant 1972. Sylvén var chef för Arméförvaltningens intendenturdepartements kontrollkontor 1952–1953 och för förvaltningsavdelningen inom Centralförbundet för befälsutbildning från 1953. Han blev riddare av Svärdsorden 1953. Sylvén vilar på Norra begravningsplatsen utanför Stockholm.